# Старояшево
Староя́шево (рос. Старояшево, башк. Иҫке Йәш) — присілок у складі Калтасинського району Башкортостану, Росія. Адміністративний центр Старояшевської сільської ради.
Населення — 221 особа (2010; 260 у 2002).
Національний склад:
- марійці — 99 %